# Тед Ерк
Тед Ерк (англ. Ted Erck; нар. 14 лютого 1961) — колишній американський тенісист.
Найвищу одиночну позицію світового рейтингу — 543 місце досяг 19 травня 1986, парну — 213 місце — 29 грудня 1986 року.
Найвищим досягненням на турнірах Великого шолома було 2 коло в парному розряді.

## Фінали ATP Челленджер

### Парний розряд: 1 (0–1)
| Ранг    | Результат | Дата     | Турнір         | Покриття | Партнер          | Суперники                     | Рахунок  |
| ------- | --------- | -------- | -------------- | -------- | ---------------- | ----------------------------- | -------- |
| Поразка | 1.        | Лют 1986 | Енугу, Нігерія | Тверде   | Бретт Баффінґтон | Станіслав Бірнер Чарлз Строде | 4–6, 6–7 |